# 1770 na ciência

## Eventos
- Observação ou predição do elemento químico Manganês

## Nascimentos
| Data | Nome | Profissão | Nacionalidade | Observações | Ref |
| ---- | ---- | --------- | ------------- | ----------- | --- |

## Mortes
| Data          | Nome           | Profissão  | Nacionalidade          | Observações | Ref |
| ------------- | -------------- | ---------- | ---------------------- | ----------- | --- |
| 5 de dezembro | James Stirling | matemático | Inglaterra · (Escócia) | n. 1692     |     |

## Prémios
Medalha Copley
- William Hamilton[1]